# Shibtu
Shibtu ou Shibtum (Šībtum, « la Vieille », peut-être à comprendre l'« Aînée ») était l'épouse principale du roi Zimri-Lim et la reine de Mari, ancienne cité de l'actuelle Syrie, d'environ 1773 à 1761 av. J.-C. Elle est abondamment documentée par les archives royales de Mari, ce qui en fait la reine de la période paléo-babylonienne (v. 2000-1600 av. J.-C.) la mieux connue, et plus généralement l'une des reines du Proche-Orient ancien les mieux documentées.
Princesse du royaume du Yamhad, dont la capitale était Alep, elle devient l'épouse du roi de Mari à la suite de l'alliance de celui-ci avec son père Yarim-Lim. D'abord dans une position de reine secondaire dans le harem de son époux, elle devient la véritable maîtresse de la maison du roi, investie d'importantes responsabilités, notamment celle d'assurer le fonctionnement de la maison du roi lorsque son époux est absent de la capitale, et aussi dans des affaires rituelles. Cependant elle reste dans une position subordonnée qui lui impose de rendre compte de ses activités à son époux de manière détaillée, et d'attendre ses ordres avant de prendre des décisions importantes, ce qui ressort de sa correspondance.

## Une princesse d'Alep
Shibtu est née dans la famille royale du royaume de Yamhad, dont la capitale était Alep, l'un des plus puissants royaumes du Proche-Orient dans la première moitié du XVIIIe siècle av. J.-C. Elle était la fille du roi Yarim-Lim et de son épouse principale, la reine Gashera. Son frère Hammurabi devient roi après la mort de leur père.

## Le mariage avec Zimri-Lim de Mari
Zimri-Lim, neveu ou petit-fils du roi Yahdun-Lim de Mari, fut contraint de fuir le royaume Mari lorsque sa dynastie en est évincée par le roi Samsi-Addu d'Ekallatum, qui installe dans la ville son fils Yasmah-Addu. Zimri-Lim se réfugie avec sa tribu dans un territoire placé sous le contrôle du roi Yarim-Lim du Yamhad, et une quinzaine d'années plus tard il reprend Mari avec l'appui de ce dernier. Une fois sur le trône, Zimri-Lim se voit contraint de choisir la protection d'un souverain de premier rang : soit le roi du Yamhad, qui est son voisin occidental, soit le roi d'Eshnunna, son voisin oriental. Il choisit le premier, avec lequel il a manifestement plus de liens. Comme souvent, cette alliance est consolidée par un mariage, Yarim-Lim donnant sa fille Shibtu en mariage à Zimri-Lim. L'union a lieu dans la deuxième année de règne de Zimri-Lim (v. 1773).
La conclusion de ce mariage est bien documentée par un ensemble de lettres. Le devin Asqudum et le chef des musiciens Rishiya dirigent l'ambassade mariote dépêchée à Alep pour les tractations, et pour accompagner le cortège ramenant l'épouse à Mari. Il s'agit notamment de négocier la dot (nidittum) qui est donnée à Shibtu quand elle quitte sa famille, et la contre-dot (terhatum) reçue en échange par la famille. La tablette listant le contenu de cette dernière a été retrouvée, en état fragmentaire : on y trouve des bijoux, de la vaisselle de luxe, des habits, du bétail. Un présent de mariage (biblum) est également offert par le futur époux à sa belle-famille. Le rite de mariage s'accomplit par procuration : le roi ne se déplaçant pas à Alep, ce sont ses envoyés qui mettent le voile à la mariée, scellant ainsi l'union. Le départ pour Mari est cependant reporté par le décès de Sumun-na-abi la mère du roi d'Alep,,. Une lettre indique que les envoyés de Mari passent le temps en visitant le royaume, et offrent de nouveaux présents à la famille royale :

« Dis à notre Seigneur : ainsi (parlent) Asqudum et Rišiya, tes serviteurs.

Lorsque Sumun-na-Abi est morte, Yarim-Lim nous a dit : « Jusqu’à ce que ce deuil soit passé, allez visiter l’intérieur de mon pays ». Quinze jours, nous avons parcouru l’intérieur de son pays, puis nous sommes revenus. Depuis que nous sommes revenus, les moutons d’avant qui restaient pour les sacrifices de la fille (de Yarim-Lim), le reste des moutons qui étaient à ma disposition, je les ai fait préparer ; un anneau d’or de 6 sicles, un habit-sakkum, un habit en sergé de 1re qualité, cinq habits en sergé de 2e qualité, vingt et un habits ordinaires de 2e catégorie, deux cents moutons-tišânu, moutons à grosse queue et volaille, pour Yarim-Lim ; un habit en étoffe légère, deux agrafes d’or de deux sicles, deux agrafes d’or de un sicle et vingt(?) moutons pour Gašera ; un habit de Marad, quatre agrafes d’or de deux sicles pour la fille, Šibtu.

L’apport ultérieur a suffi, tout comme l’apport précédent. Yarim-Lim, sa face était toute radieuse. Il a dit : « Ton apport précédent, comment pourrais-je le faire ? » Auparavant, il n’y avait aucun des rois. Maintenant, les rois de tout le pays sont rassemblés. C’est pourquoi, Yarim-Lim était tout heureux et après le sacrifice du hiyârum, j’insisterai et, rapidement, nous partirons. La décision est prise. »

La reine arrive à Mari le sixième mois de la deuxième année de règne de Zimri-Lim. L'inscription de son sceau-cylindre (connu par une poignée d'impressions), la définissant à travers son père et son mari, rapporte ses origines et son mariage : « Shibtu, fille de Yarim-Lim, épouse de Zimri-Lim »,.
Ensemble Shibtu et Zimri-Lim auront au moins deux enfants, car on connaît une lettre dans laquelle la reine annonce la naissance de jumeaux au roi. Ils pourrait s'agir de Hadni-Addu (qui reprend le nom du père biologique de Zimri-Lim) et de Shubultum, connus par les listes de rations du petit palais oriental aux côtés de Shibtu alors qu'elle ne réside plus au palais royal,.

« Dis à mon Seigneur : ainsi (parle) Šibtum, ta servante.

Je viens d’enfanter des jumeaux, un garçon et une fille ; que mon Seigneur soit content ! »

## Résidences et possessions
La question de la demeure de Shibtu est posée lors des négociations précédant son mariage. Une lettre d'Asqudum, un des émissaires du roi de Mari dépêché à Alep pour conclure l'union, rapporte une conversation avec Yarim-Lim au sujet de la résidence de sa fille, d'interprétation difficile. On y apprend notamment que si elle doit résider au palais, une maison est aménagée pour Shibtu à son arrivée à Mari, dans la ville (l'ancienne résidence de Mut-Bisir, un chef militaire de Mari avant la prise de pouvoir de Zimri-Lim). Selon l'interprétation la plus répandue, il est décidé qu'elle y résidera périodiquement quand elle doit s'absenter quelques jours du palais, manifestement pour la période de ses menstruations, et que cela semble lié au caractère sacré d'une partie du palais royal qui comprend un sanctuaire en son sein, impliquant que les femmes doivent s'en éloigner lorsqu'elles sont considérées en état d'« impureté »,,, :

« Dis à mon Seigneur : ainsi (parle) Asqudum, ton serviteur.

Yarim-Lim m’a entrepris en ces termes : « J’ai souvent entendu dire que les dieux sont puissants dans le palais. Où entreront donc les affaires de ma fille ? ». J’ai répondu : « La maison de ta fille est excellente ». Il a dit : « Que les affaires de ma fille soient (donc) déposées dans sa demeure, (mais) que ma fille réside chez son époux et que 5 ou 6 jours elle quitte (le palais) et qu’elle s’occupe de sa demeure ». Maintenant, il faut que mon Seigneur donne des instructions et qu’il sélectionne la demeure de Mut-Bisir afin qu’on la prépare pour sa fille de telle sorte que ses (à Yarim-Lim) serviteurs qui feront route avec moi (la) voient et fassent rapport à leur seigneur. Pour l’heure, ce que de la bouche de Yarim-Lim j’ai entendu, je viens de l’écrire à mon Seigneur. Que mon Seigneur réfléchisse afin qu’on s’occupe de la demeure qu’on aura déterminée pour cette (jeune) fille. D’autre part, (... Lacune...).

... retourneront. Au sujet des porteurs de chaise à propos desquels je lui ai écrit, que mon Seigneur me les envoie, afin que je fasse mettre en état cette demeure avant que je ne me mette en route. »

La documentation des archives de Mari indique que Shibtu réside la plupart du temps au grand palais royal, en plus d'avoir sa maison à Mari, où résident certaines de ses servantes. Au moins durant la seconde partie du règne, dans la partie nord-ouest de l'édifice qui est la maison des femmes. Les tablettes de sa correspondance ont été mises au jour dans des pièces de cette partie du palais. Des tablettes administratives, de « repas de la reine », documentent des sorties de denrées de magasins du palais pour la table de Shibtu.
Elle réside aussi un temps dans le « petit palais oriental », un palais situé à Mari qui a fait l'objet de fouilles. Elle y est attestée par des tablettes administratives (notamment de repas) sur l'année 11 du règne de Zimri-Lim, avec Hadni-Addu et Shubultum, qui sont probablement son fils et sa fille. La raison de ce changement de résidence, qui concerne d'autres femmes du palais, reste indéterminée (manque de place dans l'édifice ?). Elle réside à nouveau au grand palais royal dans l'année 12.
En plus de sa ou ses maisons à Mari, la reine dispose d'un domaine foncier (pour lequel elle est redevable d'une taxe) et d'actifs financiers qu'elle peut gérer à sa guise. Elle est impliquée dans des transactions, reçoit et envoie des présents, effectue des prêts,.

## Un rôle majeur
Lorsque Shibtu arrive à Mari, son époux a déjà plusieurs épouses et de nombreuses concubines. Il a notamment une épouse principale, Dam-hurasim, qui est apparemment la fille du roi de Qatna, souverain de premier rang, au même titre que le père de Shibtu. Elle arrive donc dans une position secondaire, mais elle semble avoir progressivement atteint le premier rang. La mort de la reine-mère Addu-duri, qui avait une place importante, la met en position d'assumer un rôle plus important dans les affaires du royaume, sans doute après une période de formation. Pour la majeure partie du règne, la correspondance indique que le rôle dominant est joué par Shibtu, qui prend une place importante dans l'administration de la maison des femmes (le « harem » du roi), dans l'économie palatiale et aussi le culte, obtient le plus de servantes. En principe Dam-hurasim aurait plutôt dû avoir la primauté en raison de son ancienneté, de son statut de mère de l'héritier présomptif, mais cela semble honorifique, puisqu'en pratique elle ne semble pas impliquée dans les affaires du royaume. Cette situation se traduit par le fait que les deux peuvent être désignées par le titre de « Dame », bēltum, en principe réservé l'épouse royale la plus importante,,.
Une fois arrivée au premier rang après la mort de la reine-mère Addu-duri, Shibtu devient la principale interlocutrice des lettres adressées par le roi lorsqu'il se déplace. Elle ne l'accompagne pas quand le roi est en déplacements, notamment lors de conflits, mais reste au palais pour gérer la maison du roi et des tâches en rapport avec le culte. Elle correspond aussi avec d'autres hauts fonctionnaires et personnages importants pour assurer la conduite des affaires. C'est pour cela qu'elle est aussi bien documentée, et donc l'une des reines les mieux connues du Proche-Orient ancien.
Le roi la tient informée du déroulement des opérations militaires, comme dans ce cas lorsqu'il est parti guerroyer au nord du royaume :

« Dis à Šibtu : ainsi parle ton Seigneur.

J’ai battu l’ennemi qui me faisait obstacle, depuis la porte d’Ašnakkum jusqu’à Sabbanum ; il n’a pu faire une sortie.

Susu, roi du pays d’Apum, Šawališ, le généralissime, et tous les serviteurs militaires d’Eluhut étaient là.

Je (les) ai rejoint(s).

Sois heureuse ! En outre, apprends la bonne nouvelle à ton palais. »

Dans une autre lettre, c'est Yataraya, l'épouse de Zimri-Lim qui l'accompagne habituellement dans ses déplacements, qui informe Shibtu sur le voyage du roi ; l'adresse de la lettre indique clairement la prééminence de Shibtu sur Yataraya :

« Dis à ma reine : ainsi parle Yataraya, ta servante.

Mon Seigneur est en bonne santé ; les armées et les domestiques sont en bonne santé. Que la Dame du palais fasse vivre ma reine le cycle des ans, pour l’amour de moi ! Que des nouvelles de la santé de ma reine soient continues chez moi ! Je suis très attentive aux nouvelles de la santé de ma reine !

J’enverrai à ma reine les nouvelles que j’apprendrai après l’envoi de ma présente tablette.

Au jour où je t’envoie cette tablette, le roi a donné le tribut à mon Seigneur ; il a affranchi le Palais d’Ilan-ṣura. »

De son côté Shibtu rend des rapports détaillés sur le palais et le royaume, ses activités, et sollicite des nouvelles, par exemple :

« Dis à mon Seigneur : ainsi (parle) Šibtu, ta servante.

Le Palais est en bonne santé. Les temples des dieux et les ergastules-nêpârâtum sont en bonne santé.

J’ai fait prendre les présages pour le salut de mon Seigneur pour jusqu’à la fin du mois et ils sont favorables.

Mon Seigneur doit prendre garde à lui en ce qui concerne la fièvre-ṣêtum. Le signe est présent (dans l’oracle). Que mon Seigneur agisse conformément à ce que dit Dieu  !

En outre, quelqu’un parmi les rois qui se trouvent avec mon Seigneur, aura un discours correct, mais c’est avec des arrière-pensées qu’il parlera avec mon Seigneur. »

Plusieurs lettres au ton plus personnel mettent aussi en lumière quelques moments d'intimité. Une lettre indique que Shibtum envoie au roi des vêtements qu'elle a confectionnés :

« Dis à mon Seigneur : ainsi (parle) Šibtu, ta servante.

Puisse mon Seigneur capturer ses ennemis et rentrer à Mari après un voyage sans histoire et la joie au cœur !

En outre, voilà que mon Seigneur peut mettre sur ses épaules l’étoffe et la chemise que j’ai confectionnées. »

Cela n'implique pas que Shibtu soit confinée en permanence dans un des palais de Mari, puisque plusieurs de ses déplacements, sur l'ordre du roi, sont attestés par des textes : elle se rend dans la localité de Hishamta pour y faire un sacrifice, va au moins à deux reprises dans la ville provinciale de Saggaratum, dont une fois pour y rejoindre son époux, et une fois à Terqa, là encore avec le roi.

## Administration du palais
Son rôle administratif et économique concerne plus précisément la gestion des affaires du palais, avec son personnel, ses magasins et ses domaines. Le « Palais » est ici entendu comme sa « maison » ou « maisonnée » au sens large, donc non seulement le lieu de résidence du roi et de sa famille (en sachant qu'il dispose en fait de plusieurs palais dans son royaume), mais aussi comme l'ensemble de personnes et le patrimoine (terres, animaux, biens) qui en dépendent. De façon significative, les lettres de Shibtu adressées au roi commencent souvent par une formule du type « Le Palais va bien », ce qui indique qu'il s'agit de son domaine de compétence,. Elle agit en quelque sorte en tant que maîtresse de maison, servant de relais au maître de maison lorsqu'il est absent. Elle dispose apparemment d'un sceau qui lui permet de sceller des pièces et contenants en tant qu'administratrice, à côté de son sceau privé qui lui sert à sceller sa correspondance. Sa correspondance avec Zimri-Lim comprend des rapports détaillés sur les affaires économiques dont elle se charge. Cela montre qu'elle est clairement soumise aux décisions de son époux concernant la gestion des biens du palais, et qu'elle n'agisse pas sans ses ordres écrits, comme ici pour de l'or que lui réclame l'intendant du palais, Mukannishum :

« Mukannišum est arrivé et il m’a dit ceci : « Cet or, c’est à moi qu’il a été assigné.  » Je lui ai répondu ceci : « Tant qu’une tablette de mon Seigneur ne sera pas arrivée, je ne remettrai pas l’or. » L’or a-t-il été assigné à Mukannišum ? Que vienne une tablette de mon Seigneur si je dois lui remettre (cet) or. »

Plusieurs lettres documentent ses interventions dans les magasins du palais sur ordre du roi, par exemple celle-ci où il lui demande de prélever et préparer du vin pour l'offrir à Hammurabi de Babylone :

« Dis à Šibtu : ainsi parle ton Seigneur.

Hammu-rabi, roi de Babylone, m’a écrit pour avoir du vin. Voilà que je viens de te faire porter le sceau à monture. Ouvre l'entrepôt à vin, et que Ṣidqum-maṣi soit présent  ! Qu’il purifie les jarres qui sont dans son service. Il faut qu'il établisse que les 11 jarres de vin sâmum sont de catégorie ṭâbum, de la sorte que je bois, et opère (pour en être sûre) une décantation dans un récipient. Fais emplir 10 jarres de vin sâmum et scelle-les avec ce sceau. Puis, donne-les à Bahdi-Lim et une que vous aurez fait décanter, envoie-la-moi et fais-la-moi porter jusqu’en amont. (R)envoie-moi le sceau à monture. Kutkutum m’a apporté 60 jarres de vin de 2e catégorie.

Autre chose : fais porter aux messagers de Babylone du vin de première qualité. »

Elle dispose de servantes qui lui sont spécifiquement affectées, connues par des listes de distribution de rations. Leur nombre augmente avec le temps, signe du renforcement de la position de leur maîtresse : six ou sept lors de son arrivée au palais (une partie de sa dot ?), puis dix-huit vers la fin du règne de Zimri-Lim. Elle pu en obtenir plus par des cadeaux du roi, ses propres achats, ou bien des réaffectations de personnel du palais.
En tant que reine, elle a un rôle dans la gestion de la population féminine qui constitue la quasi-totalité du personne du palais, comprenant les épouses et concubines du roi, ses filles et sœurs non mariées, les « musiciennes » (qui sont sans doute pour beaucoup des concubines) ainsi que de nombreuses servantes (intendantes, scribes, femmes de chambre, personnel de cuisine). Il ne semble cependant pas qu'elle soit à proprement parler à la tête de tout ce personnel, qui peut aussi dépendre d'autres responsables. Plusieurs lettres indiquent qu'elle prend en charge des déplacements de personnes, notamment des musiciennes et des captives de guerre affectées à la maison du roi, ce qui semble indiquer qu'elle a un rôle dans la gestion du harem. Plusieurs missives concernent ainsi la gestion de prisonnières de guerre après une campagne dans le pays d'Ashlakka vers la fin du règne de Zimri-Lim. Dans une d'entre elles le roi demande à la reine de sélectionner celles qui vont intégrer son harem pour y devenir tisseuses ou musiciennes, qui indique clairement au passage qu'il prêtait une grande attention à leur apparence physique :

« Dis à Šibtu : ainsi parle Zimri-Lim, ton Seigneur.

Voilà que je t’envoie des (femmes qui doivent devenir) tisseuses. Parmi elles, il y a des prêtresses-ugbabtum. Identifie les prêtresses et remets-les au quartier des tisseuses.

Parmi ces tisseuses-ci et ces tisseuses-là, choisis-en 30 ou plus, si possible, excellentes, qui n’aient pas le moindre défaut depuis l’ongle du pied jusqu’aux cheveux de la tête, et remets-les à Warad-ilišu pour qu’il leur apprenne l’orchestre soubaréen.

En outre, il faudra que leurs appartements soient installés en un lieu différent. Veille bien à leurs rations alimentaires que leur beauté ne s’altère pas.

En outre, lorsque tu feras un choix parmi les tisseuses, il faudra que ce soit en présence de Warad-ilišu.

En outre, donne des instructions à Mukannišum afin que la beauté du reste des tisseuses que tu lui confieras ne s’altère pas. »

D'autres lettres documentent le fait qu'elle gère une épidémie qui se déclenche au palais, qui fournissent une documentation instructive sur la gestion de ces situations dans la Mésopotamie antique :

« Dis à Šibtu : ainsi parle ton Seigneur.

J’ai appris que Nanna souffrait du mal-simmum. Or elle ne fréquente pas qu’un seul endroit du palais et elle met de nombreuses femmes en contact par son intermédiaire.

À présent, donne des ordres stricts : que personne ne boive à la coupe où elle boit, que personne ne s’asseye sur le siège où elle s’assoit et que personne ne se couche sur le lit où elle se couche, afin qu’elle ne contamine pas par son seul contact de nombreuses femmes. Ce simmum s’attrape facilement. »

## Affaires religieuses
Shibtu prend en particulier un rôle dans la gestion des affaires religieuses, dans lesquelles les femmes de la maison du roi ont souvent un rôle important (notamment la reine-mère de son vivant au début du règne de Zimri-Lim),. Cela ressort de textes administratifs enregistrant des livraisons de biens, et aussi de quelques lettres. Elle intervient dans la divination, importante pour la conduite des affaires du royaume puisqu'elles transmettent les directives divines au souverain. Elle rapporte les rêves prémonitoires et les prophéties qui sont rendues par des vaticinateurs dans les sanctuaires des grandes divinités du royaume, qui sont d'une grande importance pour le roi ; par exemple :

« Dis à mon Seigneur : ainsi (parle) Šibtu, ta servante :

Dans le temple d’Annunitum intra muros, Ahatum, servante de Dagan-Malik a vaticiné et a dit ceci :

« Zimri-Lim, même si tu me négliges, moi-même, je massacrerai pour ton compte ! Je donnerai pleine mesure de tes ennemis à ta main. Et mes voleurs, je m’en saisirai. Je les rassemblerai au Camp de Belet-Ekallim ! ».

Le lendemain, Ahum, le Grand-Prêtre, m’a apporté cette nouvelle, la mèche de cheveux et la cordelette. J’ai écrit à mon Seigneur ; j’ai mis sous scellés la mèche de cheveux et la cordelette et je viens de (les) faire porter chez mon Seigneur. »

D'autres lettres indiquent qu'elle se charge de faire accomplir des consultations oraculaires, notamment à partir des entrailles d'agneaux (extispicine), à la demande du roi, comme dans ce cas concernant Hammurabi de Babylone :

« Pour l’heure, interroge le sort à propos d’Hammu-rabi de Babylone : « Cet homme mourra-t-il ? Parlera-t-il ”droitement” avec nous tout en faisant une expédition hostile contre nous ? Profitera-t-il de ce que je suis dans le Haut-Pays pour venir nous assiéger ? Qu’en est-il ? Interroge au sujet de cet homme ! ». Lorsque tu auras procédé à une interrogation, interroge une seconde fois. Toute réponse à tes questions, écris-la moi. »

Une lettre de Shibtu rapporte les oracles auxquels elle a fait procéder concernant Ishme-Dagan, un des principaux ennemis de son époux. Elle rapporte une procédure non attestée par ailleurs en Mésopotamie antique, consistant à faire prendre une boisson (enivrante ?) à un homme et une femme puis à les interroger, dont la fiabilité semble potentiellement remise en cause puisqu'elle prend le soin de s'en justifier à la fin :

« Dis à mon Seigneur : ainsi (parle) Šibtu, ta servante.

À propos de l’expédition que mon Seigneur va entreprendre, j’ai fait boire les signes mâle et femelle, et j’ai posé mes questions. L’augure est tout à fait excellent pour mon Seigneur. J’ai interrogé dans les mêmes conditions pour Išme-Dagan, mâle et femelle : son augure n’est pas bon et son affaire est placée sous le pied de mon Seigneur.

Voici ce qu’ils ont dit : « Mon Seigneur a levé la canne : en levant la canne contre Išme-Dagan, il a dit : ”Je te vaincrai à la canne. Oppose-toi tant que tu veux ; je te vaincrai à la lutte” ».

J’ai alors dit : « Mon Seigneur participera (donc) au combat armé ? ». Ils ont répondu : « On ne livrera pas de combat ; dès l’abord, ses alliés se débanderont. On coupera la tête d’Išme-Dagan et on placera sous le pied de mon Seigneur, en disant : “L’armée d’Išme-Dagan était nombreuse, mais malgré son nombre, ses alliés se sont débandés. Mes alliés à moi, (c’était) Dagan, Šamaš, Itur-Mer et Belet-Ekallim, ainsi qu’Addu, maître des oracles, eux qui vont aux côtés de mon Seigneur !” »

Il ne faut pas que mon Seigneur dise : « Elle les a fait parler par astuce ». On ne les fait pas parler. Certains parlent, d’autres résistent. (En l’occurrence,) ils ont dit : « Les alliés d’Išme-Dagan (sont composés de) prisonniers. De rébellions en fourberies, ils ne sont point sûrs pour lui. Ils ne lui obéiront pas. (Voilà pourquoi) son armée se débandera devant mon Seigneur” ». »

La reine effectue également des offrandes votives aux dieux. Au moins à deux reprises elle fait des dons à la déesse Ishtar de Tuba, dans son pays d'origine,.

## Après la chute de Mari
Mari est prise en 1761 par les troupes babyloniennes du roi Hammurabi, mettant fin au règne de Zimri-Lim. La ville est prise, le palais est pillé puis détruit, pour ne plus jamais être occupé. Le roi comme Shibtu disparaissent alors de la documentation, aussi leur destin dans cette période tourmentée est inconnu. Une tablette d'inventaire de dot de Shibtum, sur laquelle est aussi mentionné le nom d'un vassal de Zimri-Lim, le roi rabbéen Dadi-hadun, est peut-être datée de la fin du règne de Zimri-Lim : selon une analyse de J.-M. Durand appuyée sur d'autres tablettes, Zimri-Lim serait mort avant la chute de la ville, et Shibtu aurait alors soit pris la fuite vers son pays natal, Alep, avec sa dot, soit aurait été remariée à Dadi-hadun,

## Hommage
Shibtu est l'une des 1 038 femmes dont le nom figure sur le socle de l'œuvre contemporaine The Dinner Party de Judy Chicago. Elle y est associée à la déesse Ishtar, troisième convive de l'aile I de la table.